# Ristisaari (ö i Kymmenedalen, Kotka-Fredrikshamn, lat 60,31, long 26,81)
Ristisaari med Nuottahelli är en ö i Finland. Den ligger i Finska viken och i kommunen Pyttis i den ekonomiska regionen  Kotka-Fredrikshamn i landskapet Kymmenedalen, i den södra delen av landet. Ön ligger omkring 19 kilometer söder om Kotka och omkring 100 kilometer öster om Helsingfors.
Öns area är 62,7 hektar och dess största längd är 1,3 kilometer i sydöst-nordvästlig riktning. Ön höjer sig omkring 30 meter över havsytan.